# Real Monasterio de la Encarnación (Madrid)
El Real Monasterio de la Encarnación es un convento de monjas agustinas recoletas ubicado en Madrid (España). La institución, a la que pertenecieron damas de la alta nobleza, fue fundada por la reina Margarita de Austria, esposa de Felipe III, a comienzos del siglo XVII. Debido a las colecciones artísticas que alberga es, junto con las Descalzas Reales, uno de los templos más destacados de la ciudad. 
El edificio fue diseñado por fray Alberto de la Madre de Dios, considerado después de los recientes descubrimientos documentales, como uno de los grandes arquitectos del Barroco español. En el Archivo de Protocolos de Madrid se conservan un centenar de contratos sobre la obra, mencionándose en todos ellos que los diseños corresponden a fray Alberto de la Madre de Dios por deseo de la reina.  
El edificio fue construido entre 1611 y 1616. Fray Alberto de la Madre de Dios dirigió las obras personalmente junto al arquitecto Alonso Carbonel y Pedro de Lizargarate. En palabras de Chueca Goitia, fray Alberto fue el arquitecto que introdujo las primeras formas barrocas en una buena parte de Castilla. Después de la muerte de Francisco de Mora, entre 1610 y 1614 dirigió las obras reales. A pesar de que se ha intentado minimizar su papel, los nuevos descubrimientos documentales sacan a la luz un arquitecto con grandes capacidades creativas y una fuerte personalidad. El apogeo de la Orden del Carmen descalzo en la primera mitad del siglo XVII lo consagró como una de las figuras más relevantes de la arquitectura del momento, llamado por los mecenas más poderosos del momento como la Corona, los duques de Lerma y Uceda o el obispo de Cuenca.
La fachada, que responde a un modelo de inspiración de estilo herreriano, de gran austeridad, creó escuela y fue imitada por otros templos españoles. Una de las piezas del convento, el relicario, conserva numerosas reliquias entre ellas una ampolla de cristal que, se dice, contiene la sangre de san Pantaleón; y (según la tradición) se licúa todos los años el día del santo, el 27 de julio. En la clausura antigua está organizado un museo que depende del Patrimonio Nacional y que se puede visitar.

## Historia

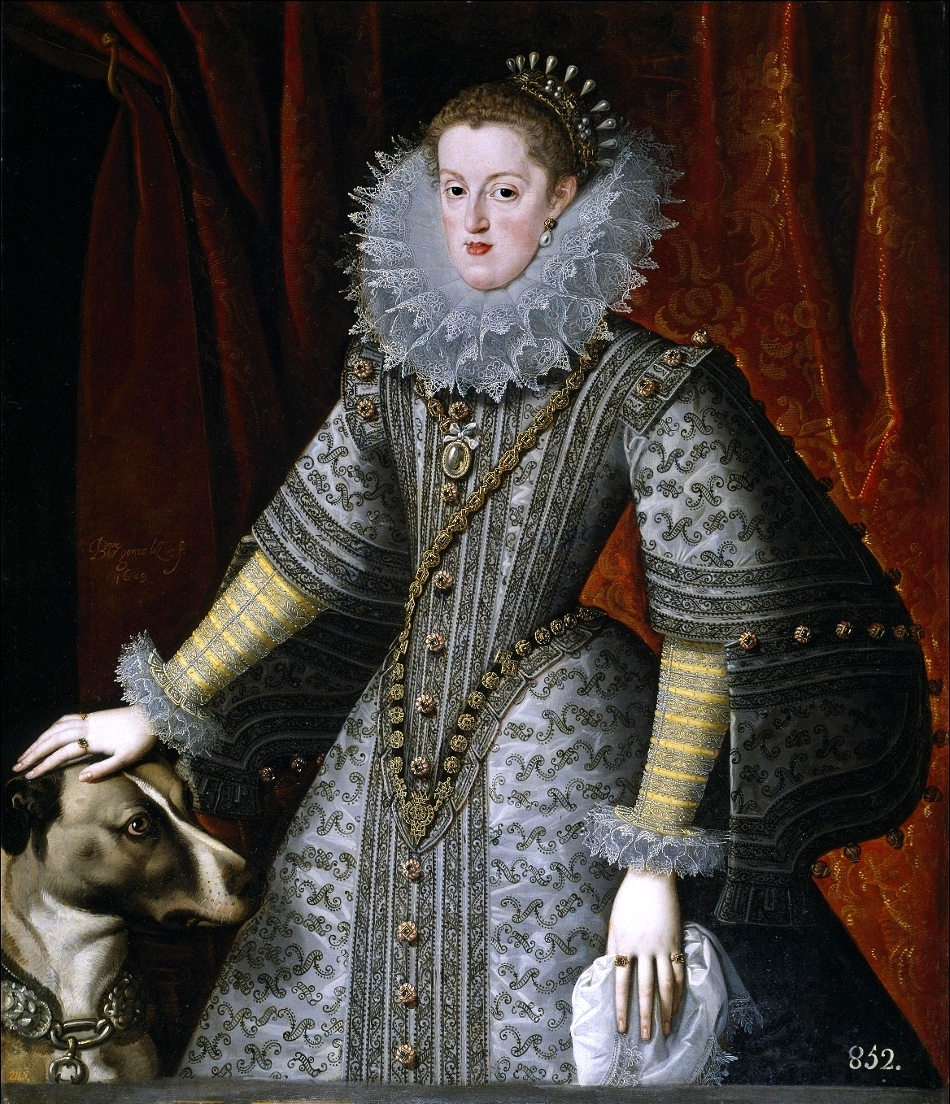
Margarita de Austria.

La gran impulsora de la creación del monasterio fue la reina Margarita, razón por la cual el monasterio era conocido entre la gente de la ciudad como las Margaritas. La historia cuenta que el motivo de la construcción fue perpetuar el recuerdo y la conmemoración de un hecho histórico: la ordenanza hecha por el rey Felipe III, su esposo, de la expulsión de los moriscos que aún quedaban en Madrid.
La reina conservaba buenas relaciones con las religiosas descalzas de San Agustín de la ciudad de Valladolid, donde había vivido cerca de seis años, y desde allí hizo venir a la que sería la primera priora del monasterio, la madre Mariana de San José, en compañía de Francisca de San Ambrosio (hermana de la marquesa de Pozas), Catalina de la Encarnación e Isabel de la Cruz. Estas monjas habitaron en un principio en el Real Monasterio de Santa Isabel a la espera de la construcción de la nueva casa. Poco tiempo después entró en la comunidad la primera novicia, Aldonza de Zúñiga, hija de los condes de Miranda y ahijada de los reyes, quienes para celebrar este acontecimiento hicieron donación a la priora de un gran vaso de ágata con adornos de rubíes y oro que sería empleado para el Santísimo Sacramento.
El edificio se construyó en el lugar que ocuparon las casas de los marqueses de Pozas, a quienes el rey se las compró, debido a su cercanía al Real Alcázar, ya que así los reyes podían entrar directamente a la iglesia mediante un pasadizo existente. Este pasadizo fue construido por deseo de la reina para no causar molestias, ya que visitaba frecuentemente el monasterio. En su interior tenía varias salas con cuadros. El rey en persona colocó la primera piedra del edificio, acto que se hizo con gran solemnidad y bajo la bendición del cardenal arzobispo de Toledo Bernardo de Sandoval y Rojas. Meses más tarde, el 3 de octubre de 1611, murió la reina sin haber visto terminada esta obra en la que tuvo tanto empeño.

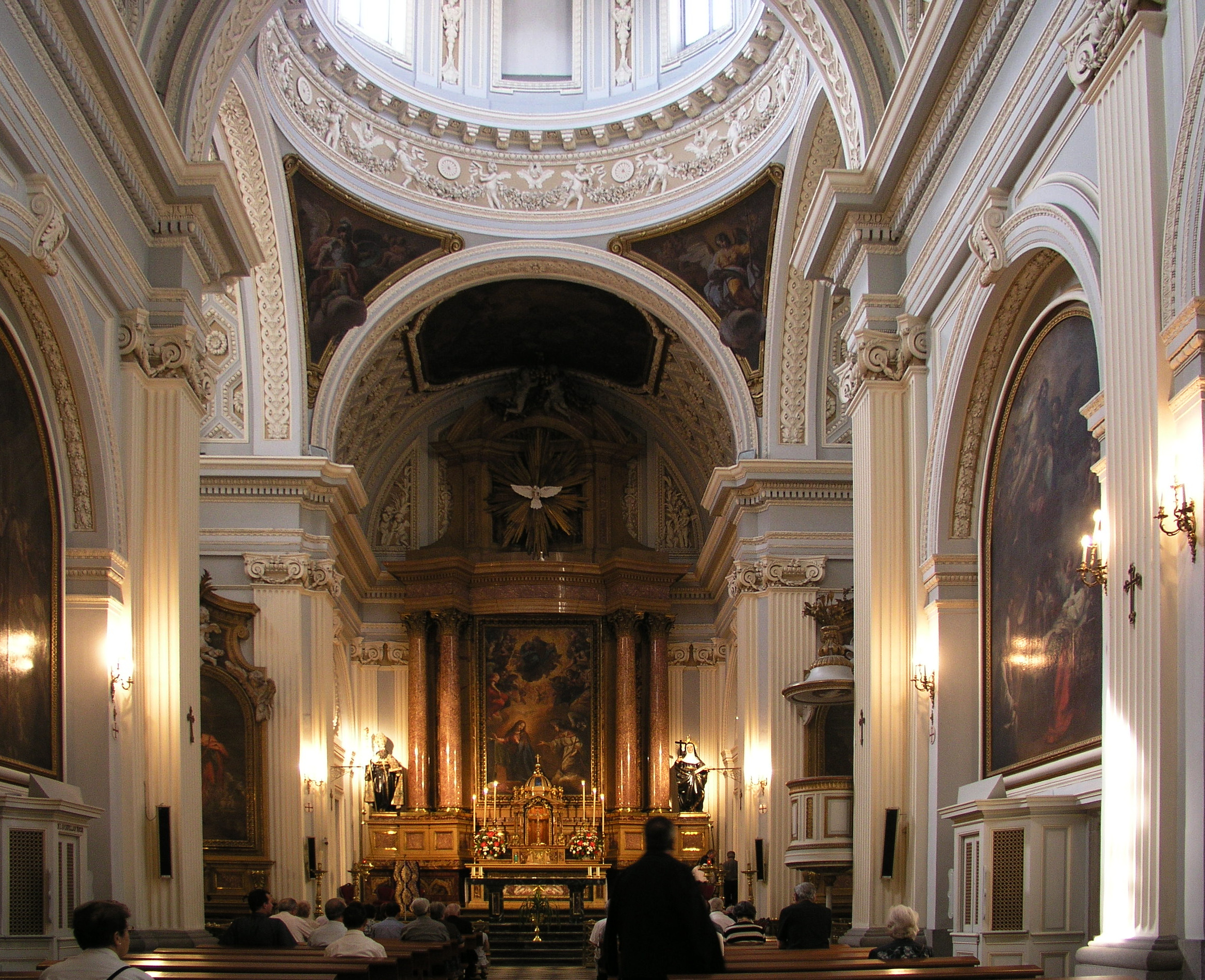
Interior de la iglesia.

El 2 de julio de 1616, día de la Visitación, fue inaugurado el monasterio y su iglesia, con gran magnificencia y con fiesta durante toda la jornada. Todo el trayecto real, desde la desaparecida casa del Tesoro (junto al Alcázar, hoy calle de Bailén y parte de la plaza de Oriente) hasta el nuevo monasterio, se adornó con ricas tapicerías. El rey entró en la casa del Tesoro a las seis de la tarde, acompañado de la familia real y de la corte. En la procesión se agregaron los clérigos y religiosos. El Patriarcado de las Indias Occidentales, Diego de Guzmán, más los obispos y arzobispos acompañaron al Santísimo Sacramento. Por la noche hubo gran festejo con fuegos y luminarias. Al día siguiente los reyes fueron a comer al convento. La fiesta continuó hasta el día 6, en que se celebraron las exequias de la reina Margarita.
Antes de que le llegara la muerte, la reina Margarita se había encargado de escribir cartas con peticiones para el convento, y así fue como llegaron de diversos puntos de España y del extranjero grandes y suntuosos regalos y donativos. La reina había hecho donación de un regalo insólito, cuyo significado aún no aciertan a descubrir los historiadores: la cama donde había nacido su hijo, el futuro rey Felipe IV.
Las monjas de este convento fueron favorecidas con los derechos sobre unas minas de plata descubiertas por entonces. Pero el dinero obtenido debían emplearlo en mandar hacer una arqueta para guardar el Santísimo Sacramento el día de Jueves Santo.

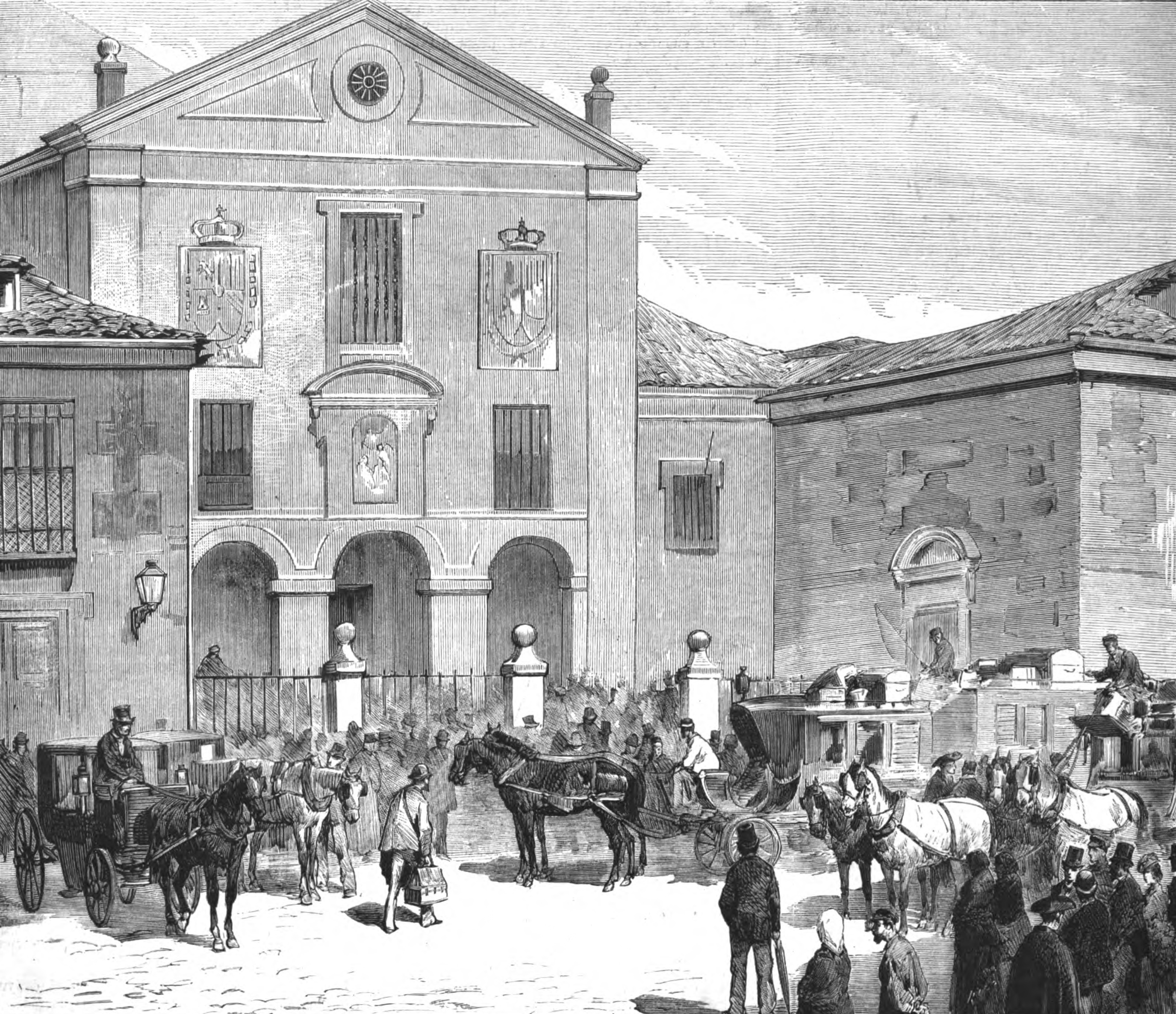
Gentío congregado frente al inmueble en 1876

Durante los siglos XVIII y XIX continúa la historia del monasterio, llena de anécdotas. Así por ejemplo, se sabe que Manuel Godoy, valido de Carlos IV, acudía todos los días a la misa de la iglesia del monasterio dando un paseo desde su residencia, el Palacio del Marqués de Grimaldi (antiguo Ministerio de Marina). Cuando José Bonaparte residió en Madrid en calidad de rey, apareció un día en la verja del monasterio un gato ahorcado con un escrito: «Si no lías pronto el hato, / te verás como este gato».
En el siglo XIX el religioso y compositor madrileño Lorenzo Román Nielfa fue profesor de música en el convento, dejando a su muerte como legado para la Encarnación su biblioteca musical, que contiene obras de maestros de los siglos XVI y XVII.
El monasterio fue abierto al público en 1965. En la década de 1960 se instaló en la plaza exterior de la iglesia una estatua de Lope de Vega, obra de Mateo Inurria.

## El edificio

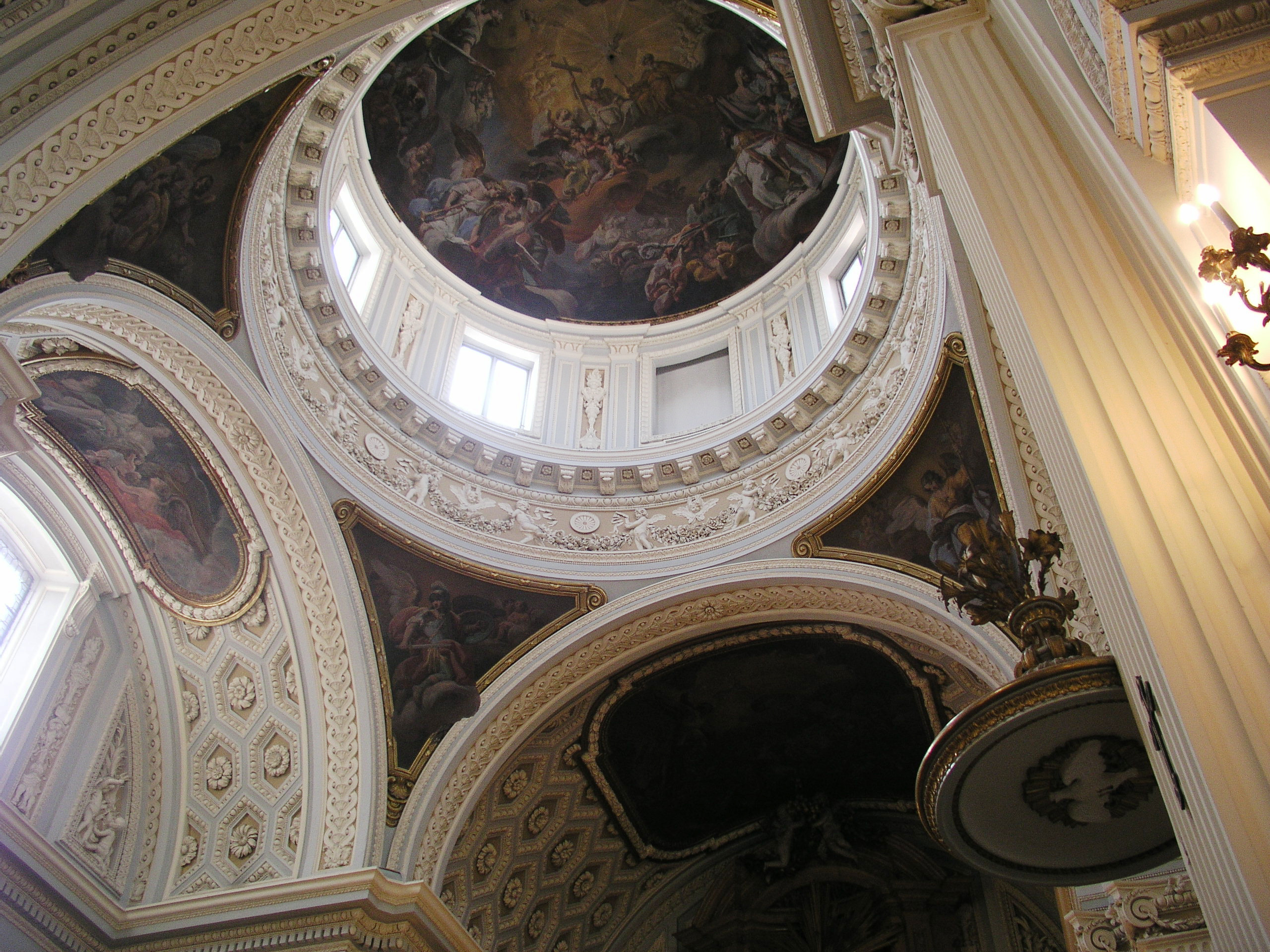
Cúpula de la iglesia.

El autor de la iglesia y de la parte conventual fue el arquitecto de la corte fray Alberto de la Madre de Dios. Destaca la fachada principal, de severas líneas herrerianas. La documentación notarial recopilada por Agustín Bustamante en su artículo de 1975 deja bien clara la autoría del proyecto. En 1611 se dice que «el padre fray Alberto de la Madre de Dios, religioso carmelita descalzo que por mandado de la Reina nuestra señora ha trazado la dicha obra».
En otra escritura del mismo año se comenta que

Gerónimo Fernández, maestro vecino de esta villa de Madrid, digo que yo me he concertado con el padre fray Alberto de la Madre de Dios, religioso profeso de los carmelitas descalzos a cuyo cargo esta la traza y disposicion de la fabrica del monasterio real que por mandado de la reina nuestra señora que santa gloria haya se començo y a de acabar en el sitio del Campillo de esta villa de Madrid de hacen en el toda la carpintería que fuere necesaria… Ytem toda esta obra … ha de ser… a contento y satisfacion del dicho padre fray Alberto de la Madre de Dios o de Pedro de Liçargarate o de la persona que cuidare della y todas las dudas que ansi en este concierto como en el modo de obrar ubiere an de ser resueltas por el padre fray Alberto de la Madre de Dios.

En una escritura de 1613 se indica: «En la villa de Madrid a diez y seis días del mes de agosto de mil y seiscientos e treze años… pareció presente el padre fray Alberto de la Madre de Dios, relixioso profeso de la orden de los carmelitas descalzos que por mandado de la reina nuestra señora que santa gloria aya tiene la superintendencia de la obra rreal del monasterio que se fabrica en el sitio del campillo desta villa de Madrid, por la traza que para ello a dado dicho fray Alberto de la Madre de Dios…».
Finalmente, en otra escritura de 1613 se indica que los escudos y el relieve de la fachada deben realizarse a satisfacción de fray Alberto:

… nos obligamos yo el dicho Alonso de Carbonel hacer los dos escudos de armas que se an de poner en la fachada del convento nuevo los quales an de ser del tamaño que esta en la montea y conforme a la traça y por mayor para ello se me diere y de mármol el qual en la cantidad necesaria se me a de dar y entregar en mi casa por quenta de los gastos de la dicha obra y después de acabados los dichos escudos … Demas de lo que yo el dicho Alonso de Carbonell tengo que hacer la imagen de Nuestra señora con su ystorica en el frontispicio de un Espiritu santo y angel que se eche de ver ser la ymajen de la Encarnacion, la qual también a de ser de mármol … y antes de hacer dicha ymajen tengo de hacer modelo della a satisfacion del padre fray Alberto de la Madre de Dios por cuya traça se fabrica dicho monasterio…

La portada que diseña fray Alberto es una de las obras que más ha influido en la arquitectura española, precedida por el compás, o patio exterior, muestra los escudos de la reina Margarita y un relieve de La Anunciación en mármol, obra del escultor catalán Antonio de Riera. La iglesia tiene planta de cruz latina. También es muy interesante la anteplaza que precede a la portada de la iglesia, muy común en todas las obras de este arquitecto religioso.

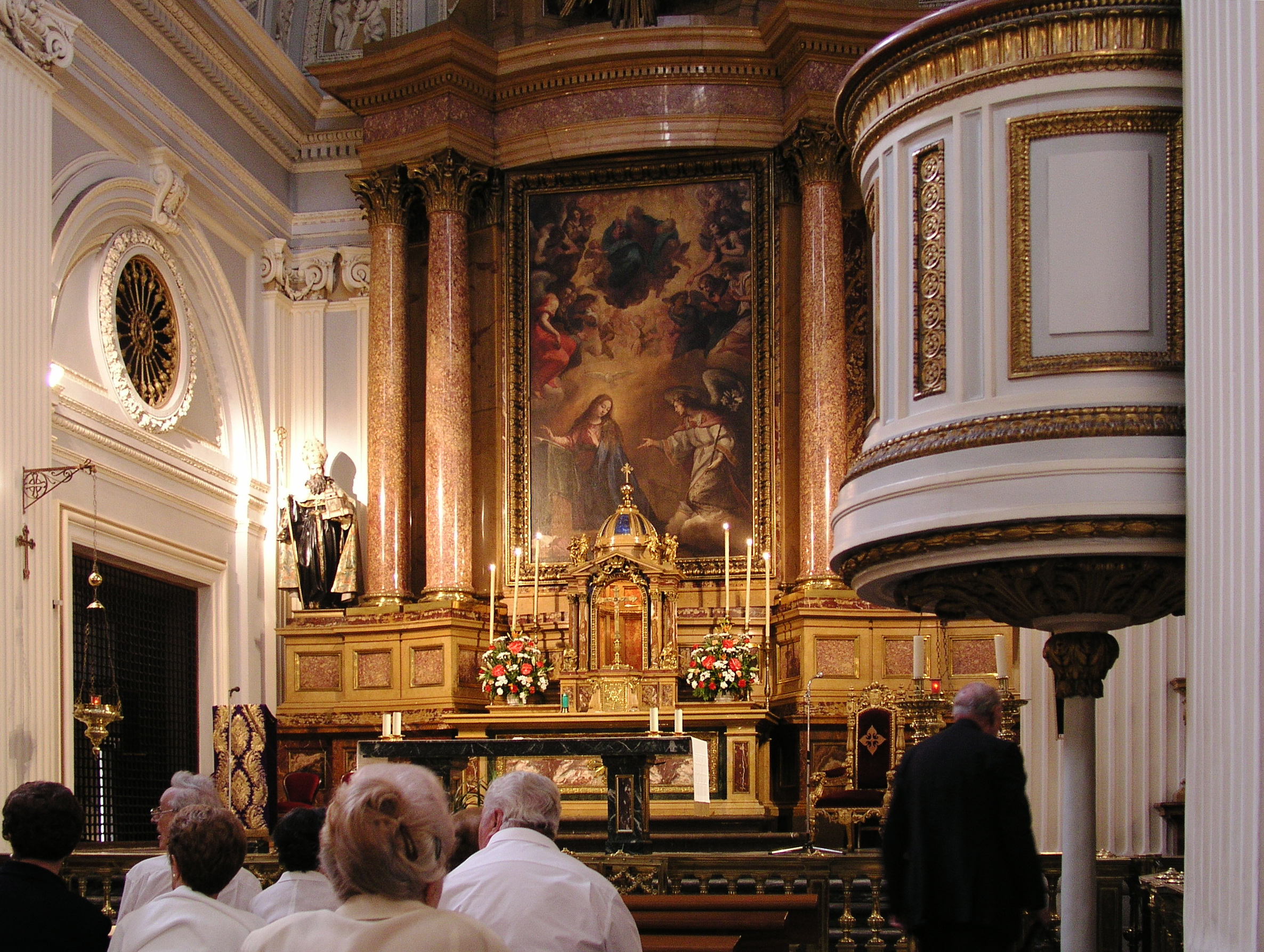
Altar mayor.

En el siglo XVIII, Ventura Rodríguez decora el interior de la iglesia adaptándola al estilo de la época. Se añaden capiteles jónicos, un entablamento corrido y casetones en las bóvedas, retablos y  varios lienzos importantes. No obstante, todavía pervive la estructura original de fray alberto, que se manifiesta en el marcado arco toral, los tres tamos de nave con altares poco profundos y un palco real. Las basas de los pilares y las portadas de granito son del edificio primitivo. 
A lo largo de toda la nave pueden verse una serie de lienzos con el tema de la vida de san Agustín, que se complementan con los frescos de la bóveda de la capilla mayor, obra de Francisco Bayeu. En el centro del retablo mayor puede verse el cuadro de La Anunciación de Vicente Carducho, enmarcado por sendos pares de columnas corintias, y a ambos lados las imágenes de San Agustín y su madre Santa Mónica, del estilo de Gregorio Fernández.
El tabernáculo es una obra maestra de Ventura Rodríguez. Las pequeñas estatuas de los Santos Doctores que lo adornan son obra de Isidro Carnicero, lo mismo que el relieve del Salvador que tiene la puertecita.
El monasterio posee una importante colección de pintura y escultura destacando las obras de Bernardino Luini (La Natividad), Lucas Jordán, Juan van der Hamen, Pedro de Mena, José de Mora (Dolorosa), y Gregorio Fernández (Cristo Yacente y Cristo atado a la columna).